# گل‌چینی
گل‌چینی، روستایی است از توابع بخش مرکزی شهرستان ساری در استان مازندران ایران.

## جمعیت
این روستا در دهستان اسفیورد شوراب قرار داشته و بر اساس آخرین سرشماری مرکز آمار ایران که در سال ۱۳۸۵ صورت گرفته، جمعیت آن ۶۸۹نفر (۱۶۸خانوار) بوده‌است.